# Ruta Nacional 127 (Argentina)
La Ruta Nacional 127 es una carretera asfaltada argentina, que une las provincias de Entre Ríos y Corrientes. Desde que nace en el km 497 de la Ruta Nacional 12 (a 61 km al noreste de Paraná) hasta que muere, en la intersección con las rutas nacionales 14 y 119 en el paraje Cuatro Bocas, recorre 260 km, totalmente pavimentados desde 1997, cuando se ejecutó el tramo desde Federal hasta el empalme con la Ruta Nacional 14.
En 2011 fue reasfaltada con una inversión superior a los 250 millones de pesos de acuerdo a lo planificado por la Dirección Nacional de Vialidad.

## Ciudades
Las ciudades y pueblos por los que pasa esta ruta de sudoeste a noreste son las siguientes (los pueblos con menos de 5000 habitantes figuran en itálica).

### Provincia de Entre Ríos
Recorrido: 228 km (km 64 a 292).
- Departamento Paraná: El Pingo (km 71) y Pueblo Arrúa (km 102).
- Departamento La Paz: Bovril (km 120).
- Departamento Federal: Sauce de Luna (km 147), acceso a Conscripto Bernardi (km 170), Federal (km 200).
- Departamento Federación: Los Conquistadores (km 251) y San Jaime de la Frontera (km 282).

### Provincia de Corrientes
Recorrido: 32 km (km 292 a 324).
- Departamento Curuzú Cuatiá: No hay poblaciones.
- Departamento Monte Caseros: No hay poblaciones.

## Traza antigua
Antiguamente esta ruta se extendía 63 km más al noreste, hasta la (en esa época) Ruta Nacional 126, en el paraje Bonpland. Actualmente este tramo pertenece a la Ruta Nacional 14. Se encuentra señalado en verde en el mapa adjunto.